# Кузнецов, Алексей Федотович
Алексей Федотович (вариант Тимофеевич) Кузнецов (кличка в криминальном мире — Депутат; 1878—после 1914 года) — русский кузнец, депутат Государственной думы Российской империи II созыва от Тверской губернии, впоследствии наводчик грабителей.

## Биография
Крестьянин деревни Чиграсёво Старицкого уезда Тверской губернии. Земледелец, владел наделом в 27 десятин. Окончил земскую школу. Работал кузнецом в Санкт-Петербурге, по другим сведениям в Торжке. Член партии социалистов-революционеров, несколько раз подвергался арестам и высылке из столиц.
6 февраля 1907 избран во Государственную думу Российской империи II созыва от общего состава выборщиков Тверского губернского избирательного собрания. Входил в состав думской группы социалистов-революционеров. Член комиссии о нормальном отдыхе служащих в торговых и ремесленных заведениях. Выступил в Думе по поводу привлечения к уголовной ответственности 55 её членов, заявив от своего имени и от имени 4 товарищей о сочувствии теоретическим и тактическим взглядам Социал-демократической фракции.
В Санкт-Петербурге полиция неоднократно задерживала А. Ф. Кузнецова в нетрезвом виде. Одно такое очередное задержание депутата госдумы описывал А. И. Лавров в журнале «Клад»ː

Около 3-х часов ночи 19 мая член государственной думы Алексей Фёдорович Кузнецов и сотрудник газеты «Русь» Василий Павлович Ликин, проходя в нетрезвом виде мимо ресторана «Яр», по Большому пр., остановились против постовых городовых Кришталя и Кандаулова. Депутат Кузнецов, стал с тротуара отправлять естественную надобность и приговаривалː «Пусть городовые посмотрят». Затем, депутат Кузнецов, продолжая свои неприличные действия стал кричать и ругаться площадной бранью, кричаː «Ишь, алкоголики, не хотят посмотретьǃ». Городовые подошли к безобразникам и попросили их идти своей дорогой, но депутат Кузнецов, продолжал ругаться и спорить с городовыми. В это время проезжал мимо младший помощник пристава, который услыхав брань остановился, узнать в чём дело, после чего распорядился отправить неизвестных, то есть Кузнецова и Ликина, в участок для выяснения личности. По доставлении в участок «народный представитель» и там вёл себя вызывающе, кричал и сначала не желал назвать себя. «Я выше всякой полиции и с полицией разговаривать не желаюǃ И вашим требованиям, вашему произволу не подчинюсьǃ» — говорил Кузнецов. Тогда полицейский офицер предложил обыскать Кузнецова, но последний не допустил этого и предъявил билет члена государственной думы за № 66-м, выданный на имя Алексея Фёдоровича Кузнецова. После этого задержанные за безобразия на улице депутат Кузнецов и сотрудник газеты «Русь» Ликин были отпущены, но полиция их привлекает к ответственности за оскорбление городовых и за нарушение тишины на улице.— Лавров А.И. Около думы // «Клад» журнал беспл. прилож. к ил. ж-лу и газ. «Родина». — СПб.: Изд-во А.А. Каспари, 1907. — № 11. — С. 13—14.
После очередного задержания, когда полиция отпустила Кузнецова благодаря его депутатской неприкосновенности, он уехал в Тверскую губернию. В одном из трактиров Торжка учинил пьяную драку с посетителями, называя их «кулаками» и «мироедами». Разорвал портрет Николая II, ударив им по голове одного из участников драки. К ответственности привлечён не был, опять же как имеющий депутатскую неприкосновенность, но власти Торжка сообщили об инциденте в Государственную Думу. Кузнецов дал письменные объяснения. После этого его исключили из состава Группы социалистов-революционеров. Его поведение обсуждалось Распорядительной комиссией. 29 мая 1907, то есть за 5 дней до роспуска Думы, заявил о намерении сложить с себя депутатские полномочия.
После роспуска Государственной думы второго созыва Кузнецов вернулся в свою деревню, но «односельчане встретили неохотно». Кузнецов пытался заняться заготовкой и продажей белых грибов, но успеха не имел. После очередной пьяной драки Кузнецов вновь был арестован. Во время отбытия наказания два года находился в одной камере с известным «медвежатником» Яном Петерсом по кличке «Васька Страус» или «Штраус».
После выхода из тюрьмы Кузнецов сменил много специальностей, но в какой-то момент встретил случайно Петерса, к тому времени бежавшего с каторги. Петерс привлек Кузнецова в свою преступную группу.
В 1912 году шайка Петерса совершила несколько краж и грабежей с участием Алексея Кузнецова:
- 18 июля 1912 года ими был ограблен магазин осветительных приборов «Оболинг и сыновья» на углу Вознесенского проспекта и Екатерининского канала. Добычей преступников стали ценности на сумму 10 тысяч рублей.
- 26 июля шайкой был ограблен магазин готовой одежды Рыбакова на Невском проспекте, в доме № 69. Взломщики проникли в пустующую квартиру на втором этаже дома, проделали отверстие в перекрытии и спустились внутрь. Сейф вскрыть им на сей раз не удалось, но преступники унесли товара на 600 рублей.
- 17 августа шайка ограбила магазин кондитерских изделий «Блигген и Робинсон», располагавшийся по адресу: Большой проспект Петроградской стороны, 29. Их добычей стали 588 рублей[4].

Кузнецов на улице Петербурга случайно встретил своего земляка Чугунова, который работал в артели паркетчиков, ремонтировавшей пол Строгановского дворца. За 90 рублей Чугунов нарисовал план домовой конторы с сейфами. После чего, 4 октября 1912 года Петерс вместе с сообщниками совершили кражу в Строгановском дворце процентных бумаг на сумму 22 тысячи рублей и около 4 тысяч наличными.
Следствие по делу об ограблении Строгановского дворца возглавлял начальник Петербургской сыскной полиции Владимир Филиппов. Чугунов попытался уехать из Петербурга, но был задержан в ночлежке на Лиговском проспекте. Он выдал Кузнецова, который 15 октября 1912 года был арестован. При обысках были найдены одежда, пропавшая в июле из магазина Рыбакова, а также часть процентных бумаг, похищенных денег и воровской инструмент. Шайка в полном составе была арестована. На скамью подсудимых сели 13 человек.
14 апреля 1914 года состоялся суд. Алексей Кузнецов был приговорён к шести годам тюрьмы, а лидер преступной группы Петерс — к пяти с половиной. Остальные участники банды получили меньшие сроки. Дальнейшая судьба членов банды точно неизвестна. Исследователи предполагают, что все её участники могли быть амнистированы в 1917 году Временным правительством.

## Документальные фильмы и передачи
- «Депутат-наводчик» из цикла «Преступление в стиле модерн». Ведущий Лев Лурье.
- Суд над депутатом ГосДумы Кузнецовым по обвинению в соучастии в кражах и грабежах, Российская империя, 1914. // «Эхо Москвы», 22 мая 2016.

### Архивы
- Российский государственный исторический архив. Фонд 1278. Опись 1 (2-й созыв). Дело 221; Дело 525. Лист 5.